# أوبرا (لومباردي)
أوبرا؛ ( ميلانيز: Òvera [era] ) هي كومونا (بلدية) في مدينة ميلانو الحضرية في منطقة لومباردي الإيطالية، وتقع على بعد حوالي 10 كيلومتر (6 ميل) جنوب شرق ميلانو.
وتُحِد أوبرا البلديات التالية: لوكاتي دي تريولزي، ميلانو، بيف إيمانويلي، روتسانو، سان دوناتو ميلانيزي. وهي أيضاً موطن دير ميراسول الذي يعود إلى أوائل القرن الثالث عشر.

## روابط خارجية
- الموقع الرسمي